# Tetrabezzia soeiroi
Tetrabezzia soeiroi är en tvåvingeart som först beskrevs av Meillon 1942.  Tetrabezzia soeiroi ingår i släktet Tetrabezzia och familjen svidknott.
Artens utbredningsområde är Moçambique. Inga underarter finns listade i Catalogue of Life.